# Flori, fete și băieți
Flori, fete și băieți (numit și Flori, fete, filme sau băieți) este un joc de socializare de exterior pentru copii mai mari, bazat pe ideea de competiție a alegerii.

## Regulament
Este nevoie de minim 4 copii pentru a-l juca.
Doi copii se îndepărtează de restul și aleg un număr de la 1 la 10. După întoarcerea lor ceilalți jucători trebuie să ghicească cifra. Primul care ghicește numărul își va alege o categorie: flori, nume de fete sau de băieți, sau oricare filme, artiști sau cântăreți. Cei doi copii care au ales numărul se îndepărtează din nou, alegându-și fiecare un reprezentant din categoria respectivă. Cel ce a ghicit numărul își va alege una din cele două variante, și va face pereche cu copilul care a ales varianta respectivă. Jocul se reia cu noua pereche.
Acest joc nu are un câștigător. În mod secundar poate favoriza exprimarea unor preferințe dedicate către unul sau altul dintre jucători, după cum prin solicitarea cunoștințelor amprentate în memorie - cu tot ansamblul lor imagistic, poate contribui prin repetiție la fixarea acestora.
Subiectele jocului pot fi adaptate de la floră și faună până la geografie și literatură.